# Xenolytus substriatus
Xenolytus substriatus là một loài tò vò trong họ Ichneumonidae.